# Fédération royale marocaine de volley-ball
La Fédération royale marocaine de Volley-Ball (FRMVB) est une association regroupant les clubs de Volley-ball du Maroc et organisant les compétitions nationales et les matchs internationaux de la sélection du Maroc.
La fédération nationale du Maroc a été fondée en 1955. Elle est affiliée à la Fédération internationale de volley-ball et membre de la CAVB.

## Palmarès

### Compétitions mondiales
- 11e place au Championnat du Monde des Juniors 2005
- 13e place au Championnat du Monde des Cadets 2003

### Compétitions africaines
- 3e place au Championnat d'Afrique 2013, 2015
- 4e place au Championnat d'Afrique 2009
- 4e place au Championnat d'Afrique 2005
- Champion d'Afrique des Juniors 2004
- Champion d'Afrique des Cadets 2004
- 3e place au Championnat d'Afrique 1976